# Lascoria nivea
Lascoria nivea är en fjärilsart som beskrevs av William Schaus 1916. Lascoria nivea ingår i släktet Lascoria och familjen nattflyn. Inga underarter finns listade i Catalogue of Life.